# Chincha-Inseln
Die Chincha-Inseln (spanisch Islas Chincha) sind eine Gruppe von drei kleinen Inseln 21 km vor der Südwestküste von Peru nahe der Stadt Pisco. Sie gehören zum Distrikt San Clemente unmittelbar nördlich von Pisco. Ihre Gesamtfläche beträgt 92 ha oder knapp einen Quadratkilometer. Die Inselgruppe gehört zum Schutzgebiet Reserva Nacional Sistema de Islas, Islotes y Puntas Guaneras.

## Geographie
Die Inseln gehören verwaltungstechnisch zu Peru. Die Inseln bestehen weitgehend aus Granit-Gestein und werden an allen Seiten durch Klippen begrenzt, die von einer großen Zahl von Seevögeln bewohnt sind. Die beiden größten Inseln, Isla Chincha Norte (36 ha) und Isla Chincha Centro (40 ha), sind jeweils 1300 m lang und bis zu 900 m breit, Isla Chincha Norte steigt bis auf 34 m an. Isla Chincha Sur (16 ha) mit 800 m × 600 m ist weniger als halb so groß wie die beiden Nachbarinseln.

## Besiedlung
Der Küstenstrich dieser Region, ebenso wie die drei Inseln, waren zwischen etwa 1000 und 1476 durch die Chincha bewohnt, bevor sie von den Inka unterworfen wurden; auf den Inseln weisen heute jedoch nur noch wenige Reste auf diese Besiedlung hin.

## Bedeutung
Von wirtschaftlicher Bedeutung war die Inselgruppe vor allem im 19. Jahrhundert durch ihre Guano-Vorkommen, die bis zu 30 m Mächtigkeit erreichten. So besetzte Spanien die peruanischen Inseln im April 1864, um vom Guano-Abbau zu profitieren, woraufhin bis 1866 zwischen Spanien und Peru der sogenannte Chincha-Inselkrieg herrschte. Seit dem Jahr 1874 sind die Guano-Vorkommen weitgehend erschöpft, außerdem ist die Nutzung von Guano im 20. Jahrhundert im Wesentlichen durch Kunstdünger verdrängt worden.